# Supertaça Cândido de Oliveira 2012
La Supertaça Cândido de Oliveira 2012 è stata la 35ª edizione di tale competizione, la 12ª a finale unica. È stata disputata l'11 agosto 2012 allo Stadio comunale di Aveiro. La sfida ha visto contrapposte il Porto, vincitore della Primeira Liga 2011-2012, e l'Academica, trionfatore nella Taça de Portugal 2011-2012.
Il Porto, trionfante per 1-0, si è aggiudicato il trofeo per la 19ª volta nella sua storia, la 4ª consecutiva.

## Tabellino
| Arbitro: | Olegário Benquerença (Leiria) |

|              |           |  |
| Martínez 90’ | Marcatori |  |

| FC Porto | Académica de Coimbra |

## Formazioni
|                 |    |                    |       |     |
|                 |    |                    |       |     |
| P               | 1  | Hélton             |       |     |
| D               | 13 | Miguel Lopes       |       |     |
| D               | 4  | Maicon             |       |     |
| D               | 30 | Nicolás Otamendi   | 88’   |     |
| D               | 22 | Eliaquim Mangala   |       |     |
| C               | 25 | Fernando           |       |     |
| C               | 3  | Lucho González (c) |       | 86’ |
| C               | 35 | Steven Defour      | 53’   | 57’ |
| A               | 10 | James Rodríguez    |       |     |
| A               | 27 | Christian Atsu     |       | 57’ |
| A               | 9  | Jackson Martínez   | 90+1’ |     |
| A disposizione: |    |                    |       |     |
| P               | 24 | Fabiano Freitas    |       |     |
| D               | 14 | Rolando            |       |     |
| C               | 6  | André Castro       |       |     |
| C               | 8  | João Moutinho      |       | 57’ |
| A               | 20 | Djalma             |       | 57’ |
| A               | 17 | Silvestre Varela   |       | 86’ |
| A               | 11 | Kléber             |       |     |
| Allenatore:     |    |                    |       |     |
| Vítor Pereira   |    |                    |       |     |

|                 |    |                     |     |     |
|                 |    |                     |     |     |
| P               | 12 | Ricardo             |     |     |
| D               | 22 | Rodrigo Galo        |     |     |
| D               | 35 | Reiner Ferreira     |     |     |
| D               | 13 | João Real           |     |     |
| D               | 55 | Hélder Cabral       | 60’ |     |
| C               | 4  | Flávio Ferreira (c) |     |     |
| C               | 8  | Makélélé            |     |     |
| CM              | 20 | Cleyton             |     |     |
| C               | 7  | Marinho             |     | 87’ |
| A               | 77 | Afonso              |     | 71’ |
| A               | 92 | Salim Cissé         |     |     |
| A disposizione: |    |                     |     |     |
| P               | 1  | Romuald Peiser      |     |     |
| D               | 2  | João Dias           |     |     |
| D               | 23 | Henrique            |     |     |
| C               | 14 | Bruno China         |     |     |
| C               | 18 | Judikael Magique    |     | 87’ |
| A               | 30 | John Ogu            |     | 71’ |
| A               | 36 | Edinho              |     |     |
| Allenatore:     |    |                     |     |     |
| Pedro Emanuel   |    |                     |     |     |